# Aquàrium de l'Alguer
L'Aquàrium de l'Alguer o Mare Nostrum Aquarium és un aquàrium situat al número 1 del carrer XX Settembre de l'Alguer, un dels dos que hi ha a Sardenya juntament amb el de Cala Gonone. Està al centre de la ciutat, a prop de la torre de Sulis. És un dels principals pols d'atracció turística de l'Alguer.
Al seu interior hi ha peixos d'aigua dolça i salada, juntament amb invertebrats característics del Mediterrani. També hi ha algunes espècies tropicals com piranyes.